# Îles Saint-Aloüarn
Les îles Saint-Aloüarn (St Alouarn Islands) sont un groupe de petites îles et de rochers au sud-est  du cap Leeuwin, en Australie-Occidentale à environ 11 km au sud d'Augusta. 

## Toponymie
Elles furent nommées ainsi par le navigateur français d'Entrecasteaux en 1792 en hommage à Louis Aleno de Saint-Aloüarn, commandant du Gros Ventre qui fréquenta ces eaux vingt ans plus tôt et fut le premier Français à aborder l'Australie.  

## Les différentes îles
Avec leur distance depuis Point Matthew, le point de la côte le plus proche. 
- Seal Island - un large rocher plat, 1,5 km au sud de Point Matthew, peut-être nommée ainsi par George Vancouver en 1791, superficie de 4 ha, réserve naturelle
- Saint Alouarn Island, 5,5 km au sud-est de Point Matthew, la plus grande des îles avec une superficie d'environ 8,5 ha, réserve naturelle
- Flinders Islet, 7 km au sud-est de Point Matthew
- Square Rock, 7,5 km au sud-est de Point Matthew
- South-West Breaker, environ 9 km au sud sud-ouest de Point Matthew.

Des rochers non nommés émergent en parallèle de la ligne des îles précédemment citées, entre le cap 
Leeuwin et South-West Breaker, à l'exception de Spout Rock, à l'ouest de Flinders Islet.
Seal Island et Saint Alouarn Island sont d'importantes colonies d'oiseaux marins. 